# Yamagata (Gifu)
Yamagata (jap. 山県市, -shi) ist eine Stadt in der japanischen Präfektur Gifu.

## Geographie
Yamagata liegt nördlich von Gifu.

## Geschichte
Die Stadt wurde am 1. April 2003 gegründet, als sich die Ortschaften Takatomi, Ijira und Miyama zusammenschlossen.

## Weblinks

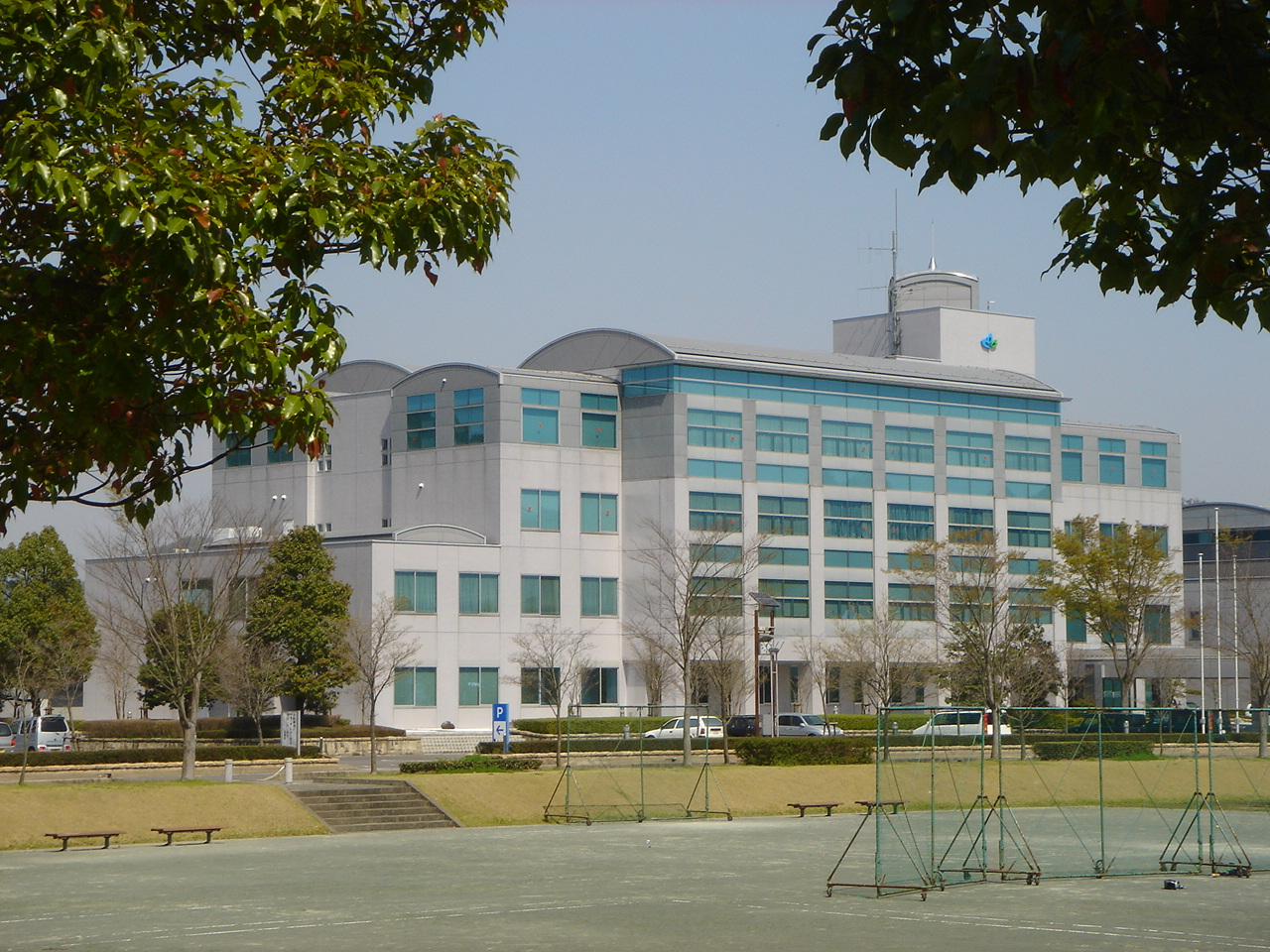
Rathaus Yamagata

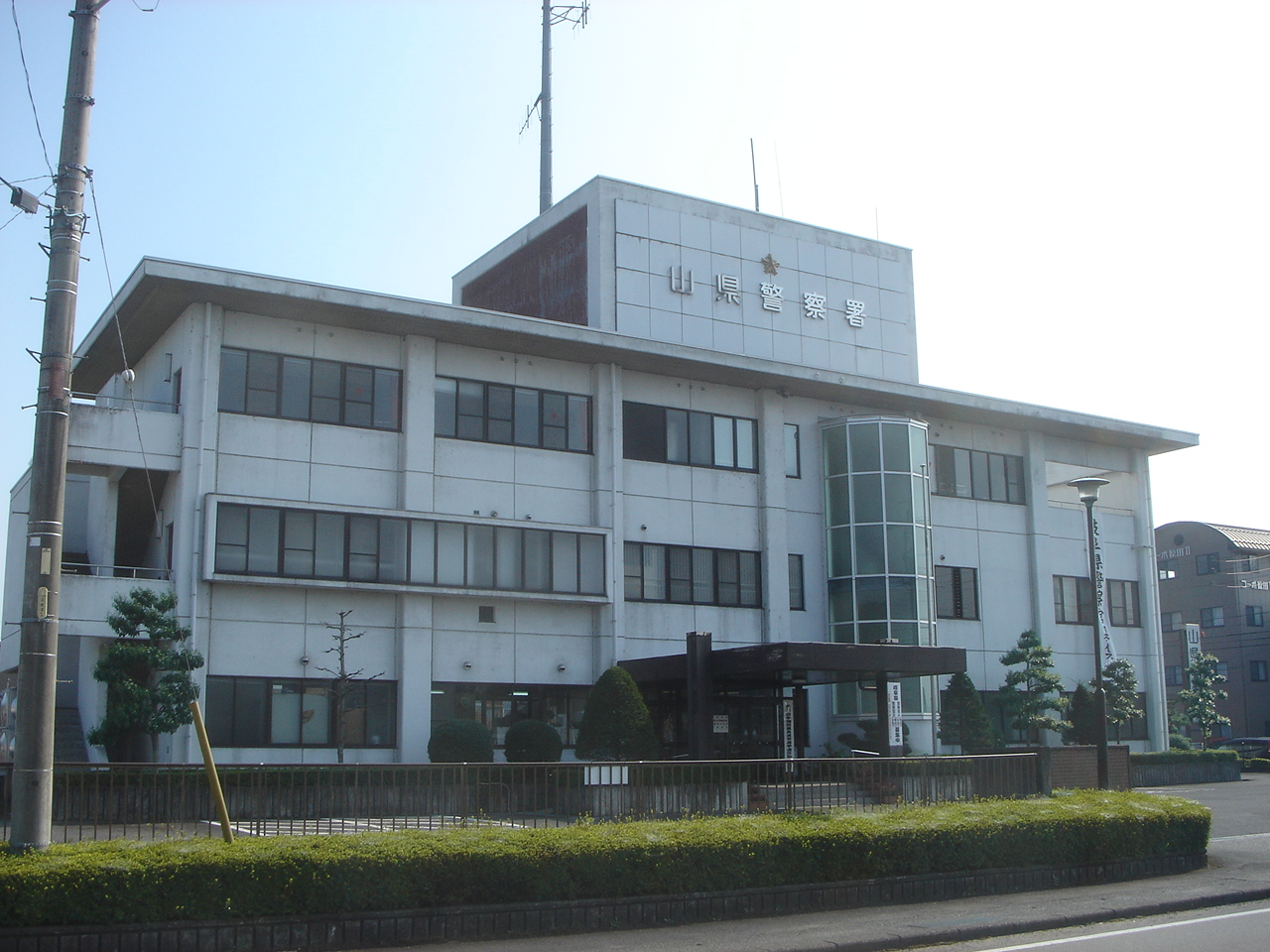
Polizeistation Yamagata

## Verkehr
- Straße:
  - Nationalstraßen 256, 418

## Angrenzende Städte und Gemeinden
- Gifu
- Seki
- Motosu